# 碳锌电池

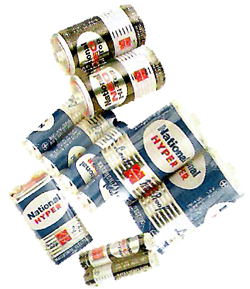
不同型号的碳锌电池

碳锌电池，又称碳锌乾电池、碳性電池、碳性電芯、乾電池、酸性鋅碳電池。碳锌电池有一层由锌构成的外壳，作为电池的负极。碳锌电池是从液体勒克朗社電池发展而来。傳統或一般型以氯化铵為電解質；
“超级”或“高能”（英文標示：Super Heavy Duty）电池则通常是使用氯化锌為電解質的碳鋅电池，是一般使用的廉价电池的一种改良版。电池的正极主要是由粉末状的二氧化锰和碳构成。电解液是把氯化锌、氯化铵、碳粉和澱粉溶于水中所形成的糊状物质。
碳锌電池正極的碳棒與二氧化錳中所混合的碳只負責引出電流，並不參與反應；正極實際參與還原反應並提供正電的是二氧化錳，因此，又稱為錳鋅電池、鋅錳電池或鋅－二氧化錳電池，也有簡稱錳乾電池的。
碳锌电池是最便宜的原电池，因此成为很多厂商的首选，因为这些厂商所销售的设备中常常需要配送电池。锌碳电池適合用於遥控器、玩具或晶体管收音机等功率不大的设备可發揮最大效用。

## 原电池
一个碳锌干电池是一种原电池。一旦放电完毕，就不能够被再次充电而只能被丢弃。一些“电池翻新”设备也曾经出现在市场上，通过对电池加上一个反向电流来恢复部分电量。但这些设备往往只能暂时地给电池充电而且容易导致电池泄漏以及爆炸。与其它种类电池相比，碳锌电池之所以更容易泄漏，是因为锌同时作为放电时被消耗的负极和电池容器。锌锰电池发明于19世纪60年代，并在后来通过改进电解液形式成为干电池。

## 化学反应

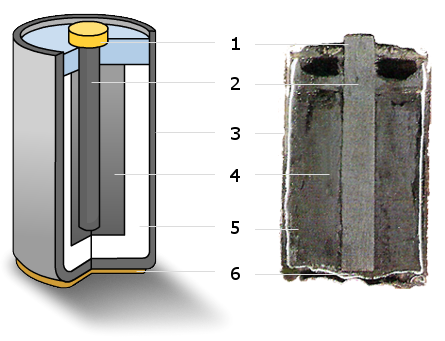
碳锌电池的横截面。1：金属帽（+），2：石墨棒（正极），3：锌外壳（负极），4：二氧化锰（阴极），5：潮湿的氯化铵糊状液体（电解质），6：金属末端（-）

碳锌电池的容器是一个锌罐。里面有一层由氯化铵和氯化锌构成的糊状液体，称为电解质。电解质通过一个纸层与粉末状的碳和二氧化锰隔开。这些粉末填充在一个碳棒的周围。
在碳锌电池中，外部锌容器是带负电的端子。锌通过以下半反应被电荷载体氯化物（Cl−）氧化：
阳极（氧化反应，标记为−）
{\displaystyle {\ce {Zn -> Zn^2+ + 2 e-}}}
阴极（还原反应，标记为+）
{\displaystyle {\ce {2MnO2 + 2NH4Cl + Zn^2+ + 2e- -> Mn2O3 + Zn(NH3)2Cl2 + H2O}}}
同时可能会发生其他副反应，但是碳锌电池中的总反应可以表示为：
{\displaystyle {\ce {Zn + 2MnO2 + 2NH4Cl -> Zn(NH3)2Cl2 + Mn2O3 + H2O}}}
如果用氯化锌代替氯化铵作为电解质，则阳极反应為：
{\displaystyle {\ce {Zn + 2Cl- -> ZnCl2 + 2 e-}}}
阴极反应生成氢氧化锌：
{\displaystyle {\ce {2 MnO2 + ZnCl2 + H2O + 2e- -> Mn2O3 + Zn(OH)2 + 2Cl-}}}
总反应为：
{\displaystyle {\ce {Zn + 2MnO2 + H2O -> Mn2O3 + Zn(OH)2}}}
碳锌电池的电动势大约为1.5V。电动势的近似性质与阴极反应的复杂性有关。阳极（锌）反应因具有一个已知电势而相对简单。副反应和活性化学物质的耗尽会导致电池的内阻增加，电池的电动势降低，从而导致端子电压在负载下下降。

## 洩漏棒
当一个碳锌电池使用一段时间以后，由于金属锌被氧化成为锌离子，锌外壳会逐渐变薄。因此，氯化锌溶液常常可以从电池中洩漏出来。洩漏出来的氯化锌往往会使电池表面变粘。一些老的电池没有洩漏保护。一个锌碳电池的使用寿命比较短，保质期一般为一年半。
另外，就算电池没有使用，锌外壳也会慢慢的变薄。这是因为电池内的氯化銨有弱酸性，可以与锌反应。

## 氯化锌电池
高能氯化锌电池是简单锌碳电池的一个改良版，用来提供更长的使用寿命以及更稳定的电压输出。与普通锌碳电池相比，氯化锌电池的电解液不含氯化铵，由纯的氯化锌糊状液体构成。因此，阴极反应也有一些不同：
MnO2(s) + H2O(l) + e− → MnO(OH)(s) + OH−(aq)
总反应如下：
Zn(s) + 2 MnO2(s) + ZnCl2(aq) + 2 H2O(l) → 2 MnO(OH)(s) + 2 Zn(OH)Cl(aq)

## 参見
- 原電池
- 鹼性電池
- 闪光灯电池（英语：Photoflash battery）

## 外部連結
- Eveready：碳锌电池使用作明书 （页面存档备份，存于）
- Rayovac：碱性与高能电池使用说明书
- Power Stream电池化学常见问题与解答 （页面存档备份，存于）
- 电池组成 （页面存档备份，存于）